# Pavao Posilović
Pavao Mošunjanin Posilović, OFM (* um 1597 in Glamoč; † um 1657 in Duvno) war Bischof von Skradin und Duvno und kroatischer religiöser Schriftsteller.

## Leben
Pavao Posilović war Mitglied der Bosnischen Provinz (Provincia Srebrenica) des Franziskanerordens und wurde am 16. Juni 1642 von Papst Urban VIII. zum Bischof von Skradin (Scardona) ernannt. Die Bischofsweihe empfing er am 7. September 1642 durch Giovanni Battista Maria Pallotta, Kardinalpriester der Titelkirche San Silvestro in Capite; Mitkonsekratoren waren der Kurienerzbischof Alfonso Gonzaga und der Bischof von Minori, Patrizio Donati. Als apostolischer Vikar weilte er in Slawonien.
Am 25. Oktober 1655 wurde er von Papst Alexander VII. zum Bischof von Duvno ernannt.
Seine in der Bosančica gedruckten moralisch-instruktiven Bücher Naslađenje duhovno, koji želi dobro živiti, potom toga dobro umriti (1639) (Die seelische Nachfolge, welche gut leben will und nachdem gut sterben will), Cvijet od kriposti duhovni i tilesnije prikoristan svakomu virnomu krstjaninu koji ga šti često (1647), seine Überarbeitung der italienischen moralischen Sammlung Fiore di virtù waren im Volk sehr beliebt. Außerdem übersetzte er aus dem Italienischen und Lateinischen.